# فاليريا بولينيانو
فاليريا بولينيانو (من مواليد 13 مايو 1968) عالمة اجتماع إيطالية المولد، وأستاذة علم الاجتماع بجامعة لوفين في بلجيكا، ومؤلفة للعديد من المنشورات حول العلاقات الصناعية المقارنة وأسواق العمل والتوظيف في أوروبا. كانت سابقًا (2013-2017) المديرة العلمية لمركز البحوث الاجتماعية الاجتماعية في جامعة لوفين. وهي رئيسة تحرير متخصصة لقسم «العمل والتوظيف والتنظيم» في فرونتيرز في علم الاجتماع، ومنسق مشارك لـ RN17 للعمل والتوظيف والعلاقات الصناعية في جمعية علم الاجتماع الأوروبية، وباحثة رئيسي في مشروع أبحاث المنحة المتقدمة «الهشاشة المتجددة: تطوير نظرية وقياس عدم الاستقرار عبر التسلسل المدفوع والغير المدفوع».